# La Fouine vs Laouni
 (février 2011).
Si vous disposez d'ouvrages ou d'articles de référence ou si vous connaissez des sites web de qualité traitant du thème abordé ici, merci de compléter l'article en donnant les références utiles à sa vérifiabilité et en les liant à la section « Notes et références ».
Albums de La Fouine
Capitale du Crime Vol. 2
(2010) Capitale du Crime Vol. 3
(2011)
Singles
1. Passe-Leur Le Salam
Sortie : 15 novembre 2010
2. Veni, Vidi, Vici
Sortie : 10 décembre 2010
3. Caillera for Life
Sortie : 15 décembre 2010
4. Papa
Sortie : 17 janvier 2011
5. D'où l'on vient
Sortie : 19 janvier 2011
6. Les Soleils de minuit
Sortie : 21 janvier 2011
7. Bafana Bafana (Remix)
Sortie : 15 février 2011
8. Toute la night
Sortie : 15 juin 2011

La Fouine vs Laouni est le 4e album du rappeur français La Fouine, sorti le 14 février 2011.
C'est un double album contenant une partie « sombre » nommée « Côté La Fouine : Fouiny Baby », et une partie « lumineuse » nommée « Côté Laouni : les vents favorables ». Contrairement aux précédents albums, Canardo n'a produit aucun son. Pour la promotion de cet album, La Fouine le présente dans l'émission Planète Rap sur la radio Skyrock. Un Planète Rap spécial de deux semaines, pour présenter chaque côté de l'album.
L'album entre directement no 1 des ventes d'albums en France avec plus de 27 000 exemplaires vendus la première semaine et se retrouve 2e la semaine suivante avec 7500 ventes.
Dans l'album, on peut apercevoir les chanteurs: Soprano, Rohff, Nessbeal, Admiral T, Seth Gueko, Canardo, Evaanz, Crarez, Zaho, Leila ou encore le rappeur américain The Game

## Liste des titres

### CD 1 (Côté La Fouine: Fouiny Babe)
| No  | Titre                                                                                                 | Producteur(s)                                 | Durée |
| --- | --- | --------------------------------------------- | ----- |
| 1.  | Veni, Vidi, Vici                                                                                      | DJ E-Rise & Docness                           | 4:11  |
| 2.  | Fouiny Gamos                                                                                          | Prinzly (Street Fabulous)                     | 3:44  |
| 3.  | Nhar Sheitan Click                                                                                    | DJ E-Rise & Docness                           | 3:46  |
| 4.  | Stan Smith                                                                                            | DJ E-Rise & Docness                           | 4:52  |
| 5.  | Mathusalem                                                                                            | Gun Roulett (Hall F)                          | 4:20  |
| 6.  | Laisse-les parler                                                                                     | DJ E-Rise & Docness                           | 3:32  |
| 7.  | Caillera for Life (feat. The Game)                                                                    | Marv'lous, Oz Touch & Zeano (Street Fabulous) | 4:16  |
| 8.  | Bafana Bafana                                                                                         | Marv'lous, Oz Touch & Zeano (Street Fabulous) | 2:57  |
| 9.  | One Shot (Interlude)                                                                                  | Gun Roulett (Hall F)                          | 2:32  |
| 10. | Passe-leur le salam (feat. Rohff)                                                                     | Prinzly (Street Fabulous)                     | 4:58  |
| 11. | Gucci Sale Music                                                                                      | Gun Roulett (Hall F)                          | 3:33  |
| 12. | Fouiny Juice (Hosted by DJ Battle)                                                                    | Prinzly (Street Fabulous)                     | 4:18  |
| 13. | Bafana Bafana (Remix) (Hosted by DJ Battle) (feat. Soprano, Admiral T, Seth Gueko, Canardo, Nessbeal) | Oz Touch & Zeano (Street Fabulous)            | 6:08  |

### CD 2 (Côté Laouni: Les Vents favorables)
| No  | Titre                            | Producteur(s)                     | Durée |
| --- | -------------------------------- | --------------------------------- | ----- |
| 1.  | Débuter en bas                   | Oneshot (Street Fabulous)         | 4:14  |
| 2.  | Là-bas                           | DJ E-Rise & Docness               | 3:35  |
| 3.  | M'évader                         | DJ Ken Keny & La Fouine           | 4:38  |
| 4.  | D'où l'on vient                  | Skalpovich                        | 4:35  |
| 5.  | Elle venait du ciel (feat. Zaho) | Oz Touch, Zeano (Street Fabulous) | 5:25  |
| 6.  | Les Soleils de minuit            | Dawty Music                       | 3:41  |
| 7.  | Papa                             | Cannibal Smith                    | 4:28  |
| 8.  | Du bout des doigts (feat. Leïla) | Crada                             | 3:54  |
| 9.  | Petite Sœur (feat. Evaanz)       | Marv'lous (Street Fabulous)       | 3:54  |
| 10. | Les Vents favorables             | Clément Dumoulin (Animalsons)     | 3:51  |
| 11. | Populaire                        | Blastar                           | 3:14  |
| 12. | La Lumière                       | Clément Dumoulin (Animalsons)     | 4:57  |

### La Fouine et Laouni (Réédition)
| No  | Titre                                                                                                | Producteur(s)                                | Durée |
| --- | --- | -------------------------------------------- | ----- |
| 1.  | Veni, Vidi, Vici                                                                                     | DJ E-Rise & Docness                          | 4:11  |
| 2.  | Caillera for Life (feat. The Game)                                                                   | Marv'lous, Oz Touch, Zeano (Street Fabulous) | 4:17  |
| 3.  | Laisse les parler                                                                                    | DJ E-Rise & Docness                          | 3:33  |
| 4.  | D'où l'on vient                                                                                      | Skalpovich                                   | 4:35  |
| 5.  | Papa                                                                                                 | Cannibal Smith                               | 4:28  |
| 6.  | M'évader                                                                                             | DJ Ken Keny, La Fouine                       | 4:38  |
| 7.  | Passe-leur le salam (feat. Rohff)                                                                    | Prinzly (Street Fabulous)                    | 4:58  |
| 8.  | Fouiny Gamos                                                                                         | Prinzly (Street Fabulous)                    | 5:00  |
| 9.  | Nhar Sheitan Click                                                                                   | DJ E-Rise & Docness                          | 3:47  |
| 10. | Petite Sœur (feat. Evaanz)                                                                           | Marv'lous (Street Fabulous)                  | 3:54  |
| 11. | Elle venait du ciel (feat. Zaho)                                                                     | Zeano et Oz Touch (Street Faboulous)         | 5:26  |
| 12. | Bafana Bafana (Remix, hosted by DJ Battle) (feat. Soprano, Admiral T, Seth Gueko, Canardo, Nessbeal) | Oz Touch et Zeano (Street Fabulous)          | 6:08  |
| 13. | Veni, vidi, vici (Remix, hosted by DJ Battle feat. Francisco) (Bonus Track) (feat. Francisco)        | DJ E-Rise, Docness et Francisco              | 3:38  |
| 14. | Toute la night (Bonus Track)                                                                         | Majestic Drama                               | 6:35  |

## Clips
- 15 novembre 2010 : Passe-leur le Salam (réalisé par Wahib Cheheta pour KT Productions)
- 15 décembre 2010 : Caillra For Life (réalisé par Marc Gurung pour Mazava Prod)
- 12 janvier 2011 : Veni, Vidi, Vici (réalisé par Marc Gurung pour Mazava Prod)
- 4 février 2011 : Papa (réalisé par Marc Gurung et Valérie Atlan pour Mazava Prod)
- 25 février 2011 : Nhar Sheitan Click (réalisé par 1986 Prod)
- 17 mars 2011 : D'où l'on Vient (réalisé par Marc Gurung et Valérie Atlan pour Mazava Prod)
- 7 juillet 2011 : Toute la night (réalisé par 1986 Prod)

## Street Clips
- 21 janvier 2011 : Les Soleils De Minuit (réalisé par Glenn Smith)
- 7 février 2011 : Mathusalem (réalisé par Glenn Smith)
- 8 février 2011 : Fouiny Gamos (réalisé par Glenn Smith)
- 9 février 2011 : One Shot - Interlude (réalisé par 1986 Prod)
- 10 février 2011 : Elle venait du ciel (réalisé par Mangua.D)
- 11 février 2011 : Bafana Bafana (Remix) (réalisé par Glenn Smith)

## Samples
- L'instrumentale de Papa est une reprise de Lost du groupe Coldplay
- Toute la night est une reprise de Rythm of the night de Corona et 7 Nation Army de White Stripes.

## Ventes
Plus de 110 000 exemplaires ont été vendus.